# Pavlo Ivanovyč Muravs'kyj
Pavlo Ivanovyč Muravs'kyj (in ucraino Павло Іванович Муравський?; Dmytraškivka, 30 luglio 1914 – Kiev, 6 ottobre 2014) è stato un compositore, direttore d'orchestra e educatore ucraino Per anni direttore d'orchestra del Conservatorio di Kiev, eroe ucraino e un artista nazionale della Repubblica socialista sovietica ucraina..
L'abitazione dove nacque e passò l'adolescenza è visitabile: è la Casa Museo Pavlo Muravs'kyj.